# カーヴド・エア
カーヴド・エア（Curved Air）は、1970年代前半に活動したイングランドのプログレッシブ・ロック・バンド。
女性ボーカリストとヴァイオリニストを含む編成が特徴で、後にロキシー・ミュージックやUKで活動するエディ・ジョブソン、ポリスを結成するスチュワート・コープランドが在籍した。その後、幾度か再結成している。

## 来歴

### デビュー前
フロリアン・ピルキントン・ミクサ、ロブ・マーティン、王立音楽アカデミーの学生だったフランシス・モンクマンが組んでいたアマチュア・バンドに、王立音楽大学でヴァイオリンを学んでいたダリル・ウェイが加わる。当初はシシファス（Sisyphus）と名乗っていたが、テリー・ライリーの楽曲「レインボー・イン・カーヴド・エア」に因んでカーヴド・エアと改名した。

ソーニャ・クリスティーナ（1970年）

1970年、ミュージカル『ヘアー』の音楽で知られるガルト・マクダーモットが手掛けたミュージカル"Who the Murder Was"の演奏に参加し、その後、ソーニャ・クリスティーナを迎えた。彼女は『ヘアー』のオリジナル・ロンドン・キャストの一員だった。

### デビュー - 1972年
1970年、イギリスのバンドでは初めてワーナー・ブラザース・レコードと契約した。その後マーティンが脱退するというトラブルに見舞われたものの、11月にデビュー・アルバム『エア・コンディショニング』を発表。全英8位という成功を収める。同作はデビュー・シングル「今日突然に(It Happened Today)」や、ウェイのテクニックを生かしたインストゥルメンタル「ヴィヴァルディ(Vivaldi)」といった代表曲を収録。
2作目『セカンド・アルバム』（1971年）は全英11位に達し、シングル「バック・ストリート・ラヴ（Back Street Luv）」も全英4位のヒットとなった。3作目『ファンタスマゴリア -ある幻想的な風景-』（1972年）は、後にクリスティーナがソロ・アルバム"Songs from the Acid Folk"（1991年）で取り上げたフォーク・ナンバー「メリンダ（Melinda (More or Less)）」や、モンクマンが主導権を握った前衛的な楽曲「前にいるのは誰（Whose Shoulder Are You Looking over Anyway?）」を含む多彩な内容で、全英20位に達した。しかし同作の発表に伴うツアーの途中でモンクマンが脱退。後任にカービー・グレゴリーが加入するが、続いてウェイとピルキントン・ミクサも脱退。クリスティーナたちはエディ・ジョブソンとジム・ラッセルを迎えてツアーの残りを消化する。

### 1973年 - 解散
クリスティーナとマイク・ウェッジウッド（ベース）の2人に、前述のツアーの途中で加入したグレゴリー、ジョブソン、ラッセルを加えた新編成で『エア・カット』（1973年）発表。この頃のアウトテイクは、後に編集盤『ラヴ・チャイルド』（1990年）として発表された。その後、一度解散状態となり、ジョブソンはブライアン・イーノの後任としてロキシー・ミュージックに加入。クリスティーナは再び『ヘアー』に出演した。
1974年、オリジナル・メンバーのウェイ、モンクマン、ピルキントン・ミクサが復帰し、新たにフィル・コーン（ベース）を迎えて、11月からツアーを開始。12月5日のカーディフ公演と6日のブリストル公演での演奏を収録したライブ・アルバム『ライヴ』（1975年）を、BTMレコードから発表した。クリスティーナはボーカル・スタイルをアグレッシヴに変化させ、「バック・ストリート・ラヴ」のサビをオリジナルより1オクターヴ高く歌った。
その後、クリスティーナとウェイ以外のメンバーは脱退。残った二人は、スチュワート・コープランドらを迎えて『ミッドナイト・ワイアー』（1975年）、『エアボーン』（1976年）を発表した。その後、ウェイも脱退してアレックス・リッチマン（キーボード）が加入するが、新編成での音源発表はなく、1976年12月には解散した。

### その後
1990年、ピルキントン・ミクサ、マーティン、モンクマン、ウェイ、クリスティーナのオリジナル・メンバー5人が再び揃い、ライブ活動を行う。9月23日の演奏は、2000年に『アライヴ1990』として発表された。
2007年、再々結成の話が持ち上がるが、クリスティーナが当時マーヴィン・エアーズとMASKを結成して活動していたため、一旦延期となる。そして2008年、クリスティーナ、ウェイ、ピルキントン・ミクサの3人と、アンディ・クリスティ（ギター）、クリス・ハリス（ベース）の2人の新メンバーで再々結成。昔の曲の再録音版と新曲2曲を収録した32年ぶりのスタジオ・アルバム『リボーン』を発表。2009年1月16日と17日には、CLUB CITTA'で初の日本公演を行なう。

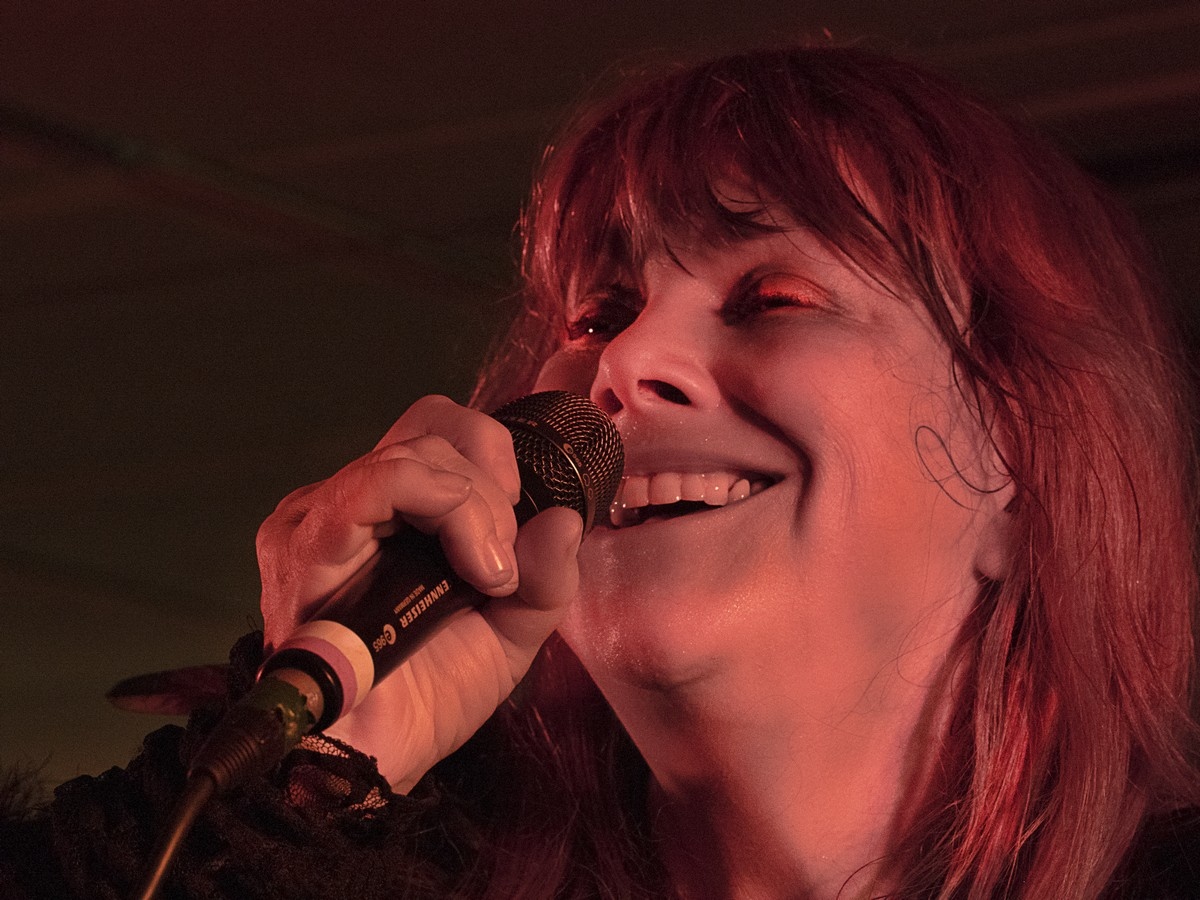
唯一のオリジナル・メンバーとして活動するクリスティーナ（2015年）

その後、ウェイが再度脱退し、後任にジョブソンが加入してツアーに参加したが直ぐに脱退。2009年後半以降は、クリスティーナとピルキントン・ミクサの二人に新メンバーを交えた6人編成で活動を継続していたが、2017年にピルキントン・ミクサが降板しオリジナル・メンバーはクリスティーナだけになる。
2021年、ピルキントン・ミクサが死去。享年70歳。
2023年、モンクマン死去。享年73歳。

## メンバー

### 現ラインナップ（2021年5月時点）
- ソーニャ・クリスティーナ (Sonja Kristina) - ボーカル (1970年–1976年、1984年、1988年、1990年、2008年–)

全作に参加。
- カービー・グレゴリー (Kirby Gregory) - ギター (1972年–1973年、2013年–2016年、2019年–)

『エア・カット』『ラヴ・チャイルド』に参加。
- クリス・ハリス (Chris Harris) - ベース (2008年–)

『リボーン』以降の作品に参加。
- ロバート・ノートン (Robert Norton) – キーボード (2009年–)
- アンディ・トゥィーン (Andy Tween) – ドラムス (2017年–)
- グレッグ（グジェゴシュ）・ガジオムスキー (Grzegorz "Greg" Gadziomski) – ヴァイオリン (2019年–)

### 旧メンバー
- ダリル・ウェイ (Darryl Way) - ヴァイオリン、キーボード (1970年–1972年、1974年–1976年、1984年、1988年、1990年、2008年–2009年)

『エア・カット』『ラヴ・チャイルド』、2010年以降の作品を除く全作に参加。
- フランシス・モンクマン (Francis Monkman) - ギター、オルガン、シンセサイザー (1970年–1972年、1974年、1990年)

初期3作品、『ライヴ』『アライヴ1990』に参加。
- ロブ・マーティン (Rob Martin) - ベース (1970年、1990年スポット参加)

『エア・コンディショニング』制作後に脱退。『アライヴ1990』にゲスト参加。
- フロリアン・ピルキントン・ミクサ (Florian Pilkington-Miksa) - ドラムス (1970年–1972年、1974年、1990年、2008年–2017年)

初期3作品、『ライヴ』『アライヴ1990』『リボーン』に参加。
- イアン・アイアー (Ian Eyre) - ベース (1970年–1971年)

『セカンド・アルバム』に参加。
- マイク・ウェッジウッド (Mike Wedgwood) - ベース (1971年–1973年)

『ファンタスマゴリア-ある幻想的な風景-』『エア・カット』『ラヴ・チャイルド』に参加。
- エディ・ジョブソン (Eddie Jobson) -  ヴァイオリン、キーボード (1972年–1973年、2009年スポット参加)

『エア・カット』『ラヴ・チャイルド』に参加。
- ジム・ラッセル (Jim Russell) - ドラムス (1972年–1973年)

『エア・カット』『ラヴ・チャイルド』に参加。
- フィル・コーン (Phil Kohn) - ベース (1974年–1975年)

『ライヴ』に参加。
- スチュワート・コープランド (Stewart Copeland) - ドラムス (1975年–1976年)

『ミッドナイト・ワイアー』『エアボーン』に参加。
- ミック・ジャック (Mick Jacques) - ギター (1975年–1976年)

『ミッドナイト・ワイアー』『エアボーン』に参加。
- ジョン・G・ペリー (John G. Perry) - ベース (1975年)

『ミッドナイト・ワイアー』にゲスト参加。
- トニー・リーヴス (Tony Reeves) - ベース (1975年–1976年)

元コロシアム、グリーンスレイド。『エアボーン』に参加。
- アレックス・リッチマン (Alex Richman) - キーボード (1976年)

1976年後半のライブのみ参加。
- アンディ・クリスティ (Andy Christie) - ギター (2008年–2009年)

『リボーン』に参加。
- キット・モーガン (Kit Morgan) - ギター (2009年–2013年、2016年-2018年)
- ポール・サックス (Paul Sax) – ヴァイオリン (2009年–2019年)
- ジョージ・ハドソン (George Hudson) - ギター (2018年-2019年)

## ディスコグラフィ

### スタジオ・アルバム
- 『エア・コンディショニング』 - Airconditioning (1970年)
- 『セカンド・アルバム』 - Second Album (1971年)
- 『ファンタスマゴリア -ある幻想的な風景-』 - Phantasmagoria (1972年)
- 『エア・カット』 - Air Cut (1973年)
- 『ミッドナイト・ワイアー』 - Midnight Wire (1975年)
- 『エアボーン』 - Airborne (1976年) ※旧邦題『空中漂流』
- 『ノース・スター』 - North Star (2014年)

### ライブ・アルバム
- 『ライヴ』 - Curved Air – Live (1975年)
- 『ライヴ・イン・コンサート』 - Live at the BBC (1995年) ※BBCでのスタジオ・ライブのアーカイヴ。録音は1970年、1971年、1976年。後に『エア・ウェイヴス - ライヴ'70S』 (Air Waves)のタイトルで再発。
- 『アライヴ1990』 - Alive, 1990 (2000年)
- 『リボーン』 - Reborn (2008年) ※スタジオ録音の新曲を含む。
- 『ライヴ・アトモスフィア』 - Live Atmosphere (2012年)

### コンピレーション・アルバム
- 『ラヴ・チャイルド』 - Lovechild (1990年) ※1973年録音のアウトテイク集
- 『ベスト・オブ・カーヴド・エア』 - Retrospective (2010年) ※ベスト・アルバム